# .nyc
.nyc는 뉴욕의 일반 최상위 도메인이다. 2000년, J. 윌리엄 세미치가 ICANN에 제안했으며, 2014년 3월 20일 일반 최상위 도메인으로 선정되었다.

## 배경
폴 가린(Paul Garrin)이 설립한 뉴욕에 본사를 둔 name.space 회사는 1997년에 .nyc 최상위 도메인을 포함하여 자체 대체 루트 영역 시스템을 운영하기 시작했다. name.space는 2000년 ICANN 신청 라운드 동안 IANA 루트의 TLD로 다른 여러 문자열과 함께 .nyc를 포함하도록 신청했다. 신청이 거부되었다. 또 다른 회사인 Names@Work도 2000년에 신청서를 제출했지만 자금 부족으로 철회했다.
.nyc TLD에 대한 최초의 지방자치단체 지원은 2001년 4월 19일 뉴욕시의 지역 계획 단위인 퀸스 커뮤니티 보드 3(Queens Community Board 3)에서 통과된 인터넷 역량 강화 결의안이었다. 결의안에서는 시의 공공 정보 및 커뮤니케이션 위원회가 필요했다. 또는 공익 단체가 TLD를 획득하고 개발한다.
2000년대 중반까지 지역 TLD 획득에 대한 관심이 다른 도시, 특히 파리와 베를린에서 나타났다. 이러한 지지자들 중 일부는 퀸즈 결의안을 발의한 전 커뮤니티 위원회 위원인 토마스 로웬하웁트(Thomas Lowenhaupt)에게 연락했다. 2007년에 Bloomberg 행정부는 .nyc TLD를 신청할 계획이 없다고 밝혔고 로웬하웁트는 커뮤니티 사용을 위해 .nyc TLD를 획득 및 개발하기 위해 비영리 'Connecting .nyc'를 설립했다. 2008년 6월 6일 게일 브루어(Gale Brewer) 시의회 의원은 ".nyc 최상위 도메인을 획득하려는 지역적 노력을 지원하고 인터넷 주소 관리국(Internet Corporation for Assigned Names and Numbers)이 요구 사항을 충족하기 위해 시의 신청서를 승인하도록 촉구하는 결의안 1495-2008의 도입을 주도했다. 인터넷을 통해 도시 주민들의 요구를 충족시킨다."고 말했다.
2008년 7월 파리에서 열린 ICANN 회의에서는 도시를 포함한 새로운 TLD 신청 라운드 개발에 대한 승인이 내려졌다.
2008년 10월 17일 Brewer는 자신의 법안을 지지하는 공청회를 열었다. 증인으로는 로웬하웁트, Names@Work의 안토니 반 쿠버링(Antony Van Couvering), 폴 가린이 있다. 반 쿠버링은 .nyc를 자신의 회사에서 순수 상업 기업으로 운영하고 수익의 일부를 지역사회에 혜택을 주는 데 사용하자고 제안했다. 그는 지역사회 이익을 위해 로웬하웁트와 협력할 의향이 있다고 증언했다. 법안 자체는 결국 2009년 말에 보류될 것이다.
2009년 2월 12일 시정 연설에서 시의회 의장 크리스틴 퀸은 .nyc TLD를 민관 파트너십으로 제안했다. names@work는 이제 DotNYC라는 이름으로 퀸의 연설을 보도하는 새로운 전용 웹사이트를 열었다. "선출된 정치인과 고위 인사로 구성된 군중은 그녀의 설명이 끝날 때 말 그대로 "Dot N – Y – C"를 외쳤다." DotNYC는 추가 언론 보도를 자신있게 인용했다. 여기에는 전체 수익의 3분의 1인 연간 300만 달러를 시에 지불하고 연간 1,000만 달러까지 증가할 것으로 예상되는 세부 사항이 포함되었다. 2009년 6월, DotNYC는 "DotNYC는 네덜란드인들이 맨해튼을 매입한 이후 최고의 부동산 기회입니다"라고 말하는 에드 코치(Ed Koch) 전 시장의 평가 영상을 공개했다.
가동이 시작되었고 2009년 4월 15일 뉴욕시 정보기술통신부(DoITT)는 정보 요청(RFI)을 발행했다. Connecting.nyc는 커뮤니티 사용을 위해 예약된 많은 이름(2차 도메인)을 요청하는 응답을 게시했다. 2009년 10월 5일, 뉴욕시에서는 "지리적 최상위 도메인 이름 .nyc를 획득, 관리, 관리, 유지 및 판매하기 위한 서비스"를 모색하는 제안 요청서(RFP)를 발행했다. 특히, 제안에는 도시와의 연계를 보장하는 시스템과 모든 도시 구역, 학교, 구역 및 인근 지역을 포함하는 예약된 이름의 예비 목록이 포함된다는 조건이 포함되었다.